# Culladiella
Culladiella is een geslacht van vlinders van de familie grasmotten (Crambidae).

## Soorten
- C. acacia Schouten, 1993
- C. anjai Schouten, 1993
- C. generosus (Meyrick, 1936)
- C. sinuimargo (Hampson, 1919)
- C. subsinuimargo Błeszyński, 1970